# Pożytki
Pożytki – jeden z przedmiotów stosunków cywilnoprawnych. Obejmują one jakieś dochody z rzeczy lub prawa.

## Rodzaje
- Art. 53. § 1. K.c. pożytki naturalne rzeczy – płody rzeczy i inne odłączone od niej części składowe, jakie według zasad prawidłowej gospodarki stanowią normalny dochód z rzeczy, np. przychówek zwierząt domowych, owoce zerwane z drzewa, piasek wydobywany z gruntu w sposób określony zasadami racjonalnej gospodarki;
- Art. 53. § 2. K.c. pożytki cywilne rzeczy – są to dochody, jakie rzecz przynosi na podstawie stosunku prawnego. Dochody te mogą przybrać postać pieniężną lub niepieniężną (np. czynsz z tytułu dzierżawy gruntu – może być płacony w postaci pieniężnej lub płodów pochodzących z tego gruntu);
- Art. 54. K.c. pożytki prawa – dochody, które to prawo przynosi zgodnie ze swoim społeczno-gospodarczym przeznaczeniem (chodzi tu o prawa podmiotowe, które nie dotyczą rzeczy, np. pożytkami z wierzytelności pieniężnej mogą być odsetki).

## Uprawnienia pobierania
Uprawnionemu do pobierania pożytków przypadają:
- pożytki naturalne – które faktycznie zostały odłączone od rzeczy w czasie trwania tego uprawnienia.
- pożytki cywilne (rzeczy i prawa) – przysługują w stosunku do czasu trwania uprawnienia, niezależnie od tego, czy zostały pobrane (np. w razie zbycia rzeczy najętej – zbywającemu należy się czynsz za okres do momentu zbycia, nawet, jeśli nie został pobrany).

Jeśli uprawniony do pobierania pożytków poczynił nakłady w celu uzyskania pożytków, które przypadły innej osobie – należy mu się od tej osoby wynagrodzenie za te nakłady (ale tylko do wysokości wartości pożytków).